# Simmenäs
Simmenäs is een plaats in de gemeente Alingsås in het landschap Västergötland en de provincie Västra Götalands län in Zweden. De plaats heeft 89 inwoners (2005) en een oppervlakte van 10 hectare.